# Cuiabá (település)
Cuiabá város Brazília délnyugati részén, az ország középnyugati régiójában (Região Centro-Oeste), Mato Grosso szövetségi állam székhelye. A város az azonos nevű folyó, a Cuiabá mentén helyezkedik el, Dél-Amerika földrajzi középpontjában, 165 m tengerszint feletti magasságban. Lakossága 1991-ben 252 784, 1995-ben mintegy 375 000 fő volt, 2013. júliusi becslések szerint 569 830-an lakták.

## Történelem
A települést 1719-ben Pascoal Moreira Cabral vezetésével aranyásók alapították, miután a Cuiabá folyó felső szakaszán aranylelőhelyeket találtak. Az első, nádtetős, templomot Bom Jesus de Cuiabá néven 1723-ban emelték. Köszönhetően a kialakult aranyláznak a település lakossága gyorsan növekedett, ezért már 1727. január 1-jén városi rangot kapott. A bányák azonban hamarosan kiapadtak, a városból pedig megindult az elvándorlás.
1746-ban földrengés pusztította el a település egy részét.
1818-ban nagyvárosi rangot kapott. 1835. augusztus 28-án Mato Grosso szövetségi állam székhelye lett.
Az 1864 és 1870 között zajló paraguayi háború idején a város még mindig viszonylag kis és szegény településnek számított, bár a háború némi gazdasági fellendülést azért hozott, mivel innen biztosították a brazil csapatok élelmiszer- és cukorellátását. A háborút követően azonban ismét elszigetelődött az ország többi részétől, a brazil császárság majd az ezt felváltó köztársaság idején az aktuális politikai vezetés ide száműzte a nemkívánatos politikai ellenfeleket.
Izoláltsága az 1930-as évektől kezdődően csökkent, köszönhetően a kiépülő úthálózatnak és a repülés fejlődésének. Az 1960-as és 1980-as években jelentős mezőgazdasági és ezzel egy időben élelmiszeripari központtá fejlődött, köszönhetően főleg a szójabab és rizs termesztésnek. Érdekessége ezen időszaknak, hogy az állatállomány nagy részét a zebu tette ki. Jelentősen nőtt a település és annak környékének lakossága, mely összesen ekkor már megközelítette az egy millió főt.
Az 1990-es években a népességnövekedés üteme csökkent, a város gazdasági életében pedig egyre jelentősebb szerep jut a turizmusnak.

## Éghajlata
| Hónap                               | Jan. | Feb. | Már. | Ápr. | Máj. | Jún. | Júl. | Aug. | Szep. | Okt. | Nov. | Dec. | Év   |
| ----------------------------------- | ---- | ---- | ---- | ---- | ---- | ---- | ---- | ---- | ----- | ---- | ---- | ---- | ---- |
| Rekord max. hőmérséklet (°C)        | 37,0 | 37,0 | 38,0 | 37,0 | 37,0 | 37,0 | 37,0 | 40,0 | 40,0  | 42,0 | 38,0 | 43,0 | 43,0 |
| Átlagos max. hőmérséklet (°C)       | 32,6 | 32,6 | 32,9 | 32,7 | 31,6 | 30,7 | 31,8 | 34,1 | 34,1  | 34,0 | 31,1 | 32,5 | 32,6 |
| Átlaghőmérséklet (°C)               | 26,7 | 25,3 | 26,5 | 26,1 | 24,6 | 23,5 | 22,0 | 24,7 | 26,6  | 27,4 | 27,2 | 26,6 | 25,6 |
| Átlagos min. hőmérséklet (°C)       | 23,2 | 22,9 | 22,9 | 22,0 | 19,7 | 17,5 | 16,6 | 18,3 | 22,1  | 22,0 | 22,9 | 23,0 | 21,1 |
| Rekord min. hőmérséklet (°C)        | 18,0 | 15,0 | 17,0 | 12,0 | 7,0  | 7,0  | 6,0  | 7,0  | 10,0  | 10,0 | 12,0 | 12,0 | 6,0  |
| Átl. csapadékmennyiség (mm)         | 210  | 199  | 171  | 123  | 54   | 16   | 10   | 11   | 58    | 115  | 154  | 194  | 1315 |
| Forrás: http://www.weatherbase.com/ |      |      |      |      |      |      |      |      |       |      |      |      |      |

## Gazdaság
Ma a vidék gazdaságára elsősorban a földművelés és az állattenyésztés jellemző, ennek köszönhetően a város továbbra is fontos mezőgazdasági központ. Itt gyűjtik be a pálmadiót (az olajpálma magját) és a kaucsukot, jelentős az élelmiszer- és a faipari tevékenység. A város környékén hő- és vízerőművek is találhatók.

## Közlekedés
Szárazföldön a Brazíliavárost Porto Velhóval összekötő út, hajón pedig Campo Grande felől a Cuaibá folyó biztosít összeköttetést. A szomszédos Várzea Grande településen, Cuiabá központjától tíz kilométerre, található a Marechal Rondon nemzetközi repülőtér.

## Látnivalók

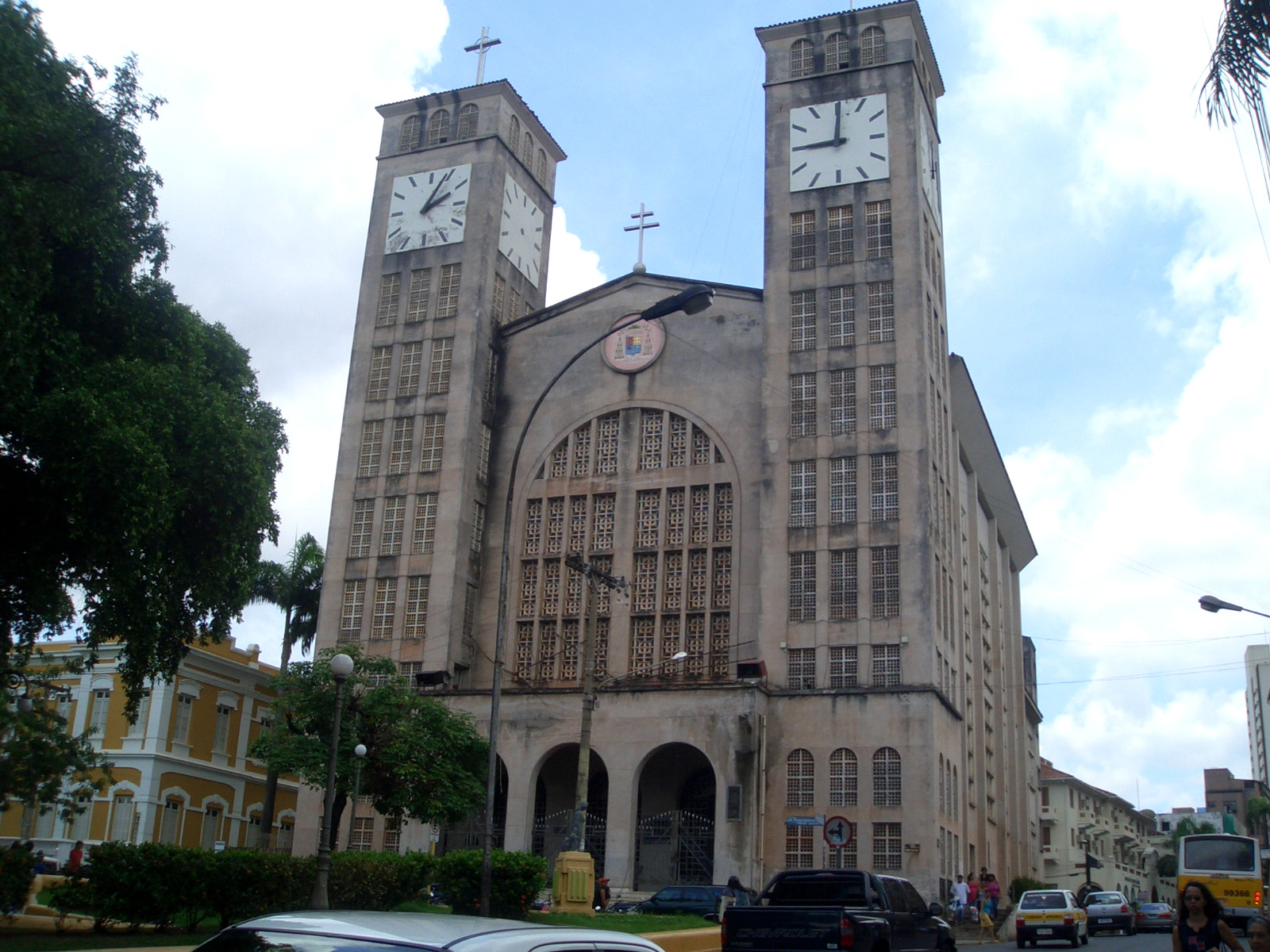
Catedral Metropolitana Basílica do Senhor Bom Jesus

- Catedral Metropolitana Basílica do Senhor Bom Jesus - a katedrálist a város első temploma, a Bom Jesus de Cuiabá, helyén építették és 1973-ban szentelték fel.
- Igreja de Nossa Senhora do Bom Despacho - 1918-ban épült templom.
- Igreja de Nossa Senhora Auxiliadora - 1929-ben épült templom.
- Dél-Amerika földrajzi középpontját jelző emlékmű - a pontos helyet 1909-ben jelölték ki.
- Museu Marechal Rondon - az állam területén élő indián törzsek fegyvereit, ékszereit és népművészeti tárgyait mutatja be.

## Oktatás
1970-ben alapították egyetemét, a Mato Grossó-i Szövetségi Egyetemet (Universidade Federal de Mato Grosso, UMFT).

## Sport
Cuiabá egyike annak a 12 brazíliai városnak, mely mérkőzéseknek ad otthont a 2014-es labdarúgó-világbajnokságon. A tervek szerint négy csoportmérkőzést, a Chile–Ausztrália, az Oroszország–Dél-Korea, a Nigéria–Bosznia-Hercegovina és a Japán–Kolumbia mérkőzést rendezik majd a város újonnan épített stadionjában, a 39 859 fő befogadására alkalmas Arena Pantanalban.

## Testvérvárosai
- Kizil, Oroszország